# Boetoegytsjag

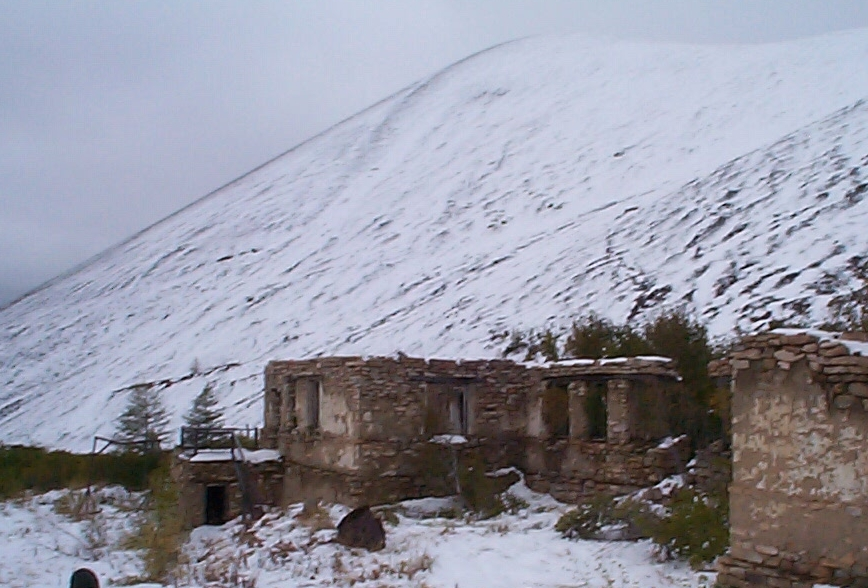
Ruïnes van het kantoor van de kampcommandant en een wachthuis bij de tinmijnen.

Boetoegytsjag (Russisch: Бутугычаг; "slechte plaats"), plaatselijk ook Dolina smerti ("dodenvallei") genoemd, was een strafkampsysteem van de Goelag in de Sovjet-Russische oblast Magadan. Het kamp vormde een kampsysteem (nr. 4) binnen de Berlag (speciaal kamp nr. 5), die weer onderdeel vormde van de Dalstroj. Het was een van de geheimste kampen van de Sovjet-Unie, waardoor er slechts weinig informatie over bekend is. In het gebied heerst een verhoogde radioactiviteit.

## Naam
De naam Boetoegytsjag ofwel "slechte plaats" werd gegeven door Eveense nomadische rendierhouders (de geslachten Jegorov, Djachkov en Krochalev), toen deze met hun dieren langs de rivier de Detrin trokken en op een enorm veld met menselijke schedels en botten stuitten. Vervolgens kregen de rendieren in hun kuddes een mysterieuze ziekte (die veroorzaakt werd door uraniumstof): eerst verloren ze de vacht op hun poten, vervolgens gingen ze liggen en konden niet meer opstaan. Volgens verschillende Russische bronnen zou de naam ook kunnen worden vertaald als "dodenvallei", maar dit klopt niet aangezien het Eveens geen woord kent voor 'vallei'. Door de kampbestuurders werd deze naam overgenomen.

## Geografie

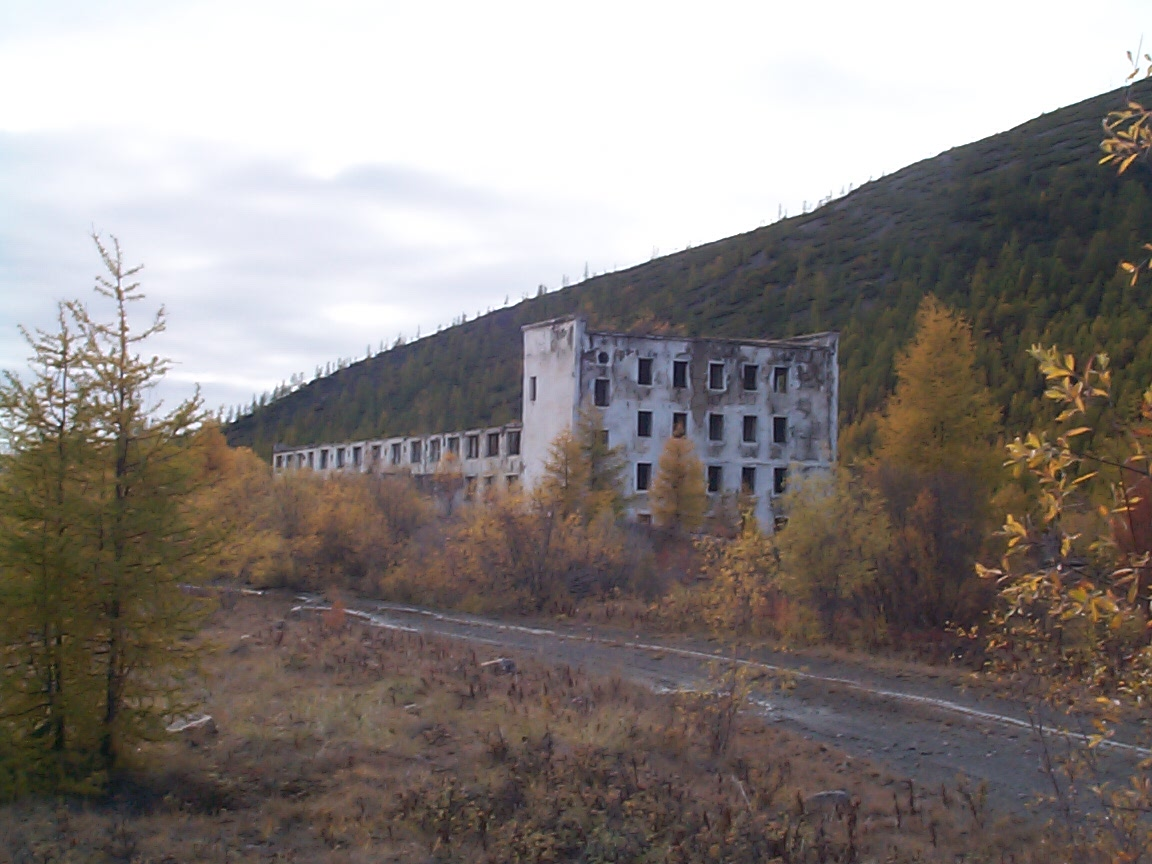
Restanten van het gebouw van het kampbestuur

De restanten van het kamp liggen op ongeveer 55 kilometer ten noorden van Oest-Omtsjoeg, aan een noordelijke zijweg van de Kolymaroute (Bottenweg) naar Nelkoba. Ongeveer 25 kilometer noordoostelijker ligt de verlaten plaats Mjakit, waar vroeger het kampbestuur van de Berlag zetelde. De weg Naar Boetoegytsjag is zwaar vervallen, waardoor het kamp alleen per 4x4 of helikopter kan worden bereikt. Het kampensysteem spreidde zich uit over bijna 3 kilometer op en rond de heuvel 'Sopka' (1692 meter), aan de rivieren Bloezjdajoesjtsji (Блуждающий) en de Vakchanka (Вакханка) en hun zijrivieren. De kampen waren door wegen met elkaar verbonden. Omdat er weinig bos in de buurt was, werden bijna alle gebouwen opgetrokken uit natuursteen.
Het kampencomplex bestond uit drie onderdelen:
- In het zuidwesten lag aan de benedenloop van de Bloezjdajoesjtsji Beneden-Boetoegytsjag (Нижний бутугычаг; Nizjni Boetoegytsjag), waar de (vrije) arbeiders woonden van het nabijgelegen elektrische onderstation. De plaats lag vlak bij de ingang van het complex vanaf de weg tussen Oest-Omtsjoeg en Nelkoba. Bij Beneden-Boetoegytsjag lag kamp postbus 14 (p/ja No 14). Bij het dorp lagen twee begraafplaatsen.
- Iets noordoostelijker, wat meer stroomopwaarts van de Bloezjdajoesjtsji, lag op en rond de Sopka Boven-Boetoegytsjag (Верхний бутугычаг; Verchni Boetoegytsjag), waar de gevangen werden vastgehouden en ten oosten van de rivier de mijnen lagen. In het gebied zijn ongeveer 20 mijnen bekend, waaronder de grote cassiterietmijn Gornjak. Er lagen 4 kampen (lagpoenkty): Dizelnaja (ten westen van de rivier), Tsentralny (ten oosten), Kotsoegan (ten zuiden) en Sopka. Bij Sopka, boven op de heuvel, lagen de meeste mijnen (8 stuks). Op de berghelling bevonden zich een tweetal remhellingen om het erts naar beneden te transporteren. Bij Kotsoegan lag een ertsverwerkende fabriek. Nabij de rivier lagen twee begraafplaatsen.
- In het iets oostnoordoostelijker gelegen Vakchanka (Вакханка) bevond zich nog een ertsverwerkende fabriek, die vanaf augustus 1941 de naam 'Imena Tsjapajeva' ("vernoemd naar Tsjapajev") kreeg. Deze ertsverwerkende fabriek werd in 1948 uitgebreid met een uraniumertsverwerkende fabriek (fabriek nr. 1)[1] en wordt op veel kaarten van de Goelag aangegeven als een 'landbouwbedrijf' om de werkelijke functie te verbergen.[2] Bij de voormalige fabriek liggen meerdere bezinkbekkens. De dwangarbeiders woonden in het gelijknamige kamp Vakchanka ("Bacchante"; de naam werd door prospecterende goudzoekers gegeven), het enige vrouwenkamp van Boetoegytsjag. Ten oosten van het kamp lagen twee begraafplaatsen. Ten zuiden lag een elektrisch onderstation bij het Naledmeer.

## Geschiedenis

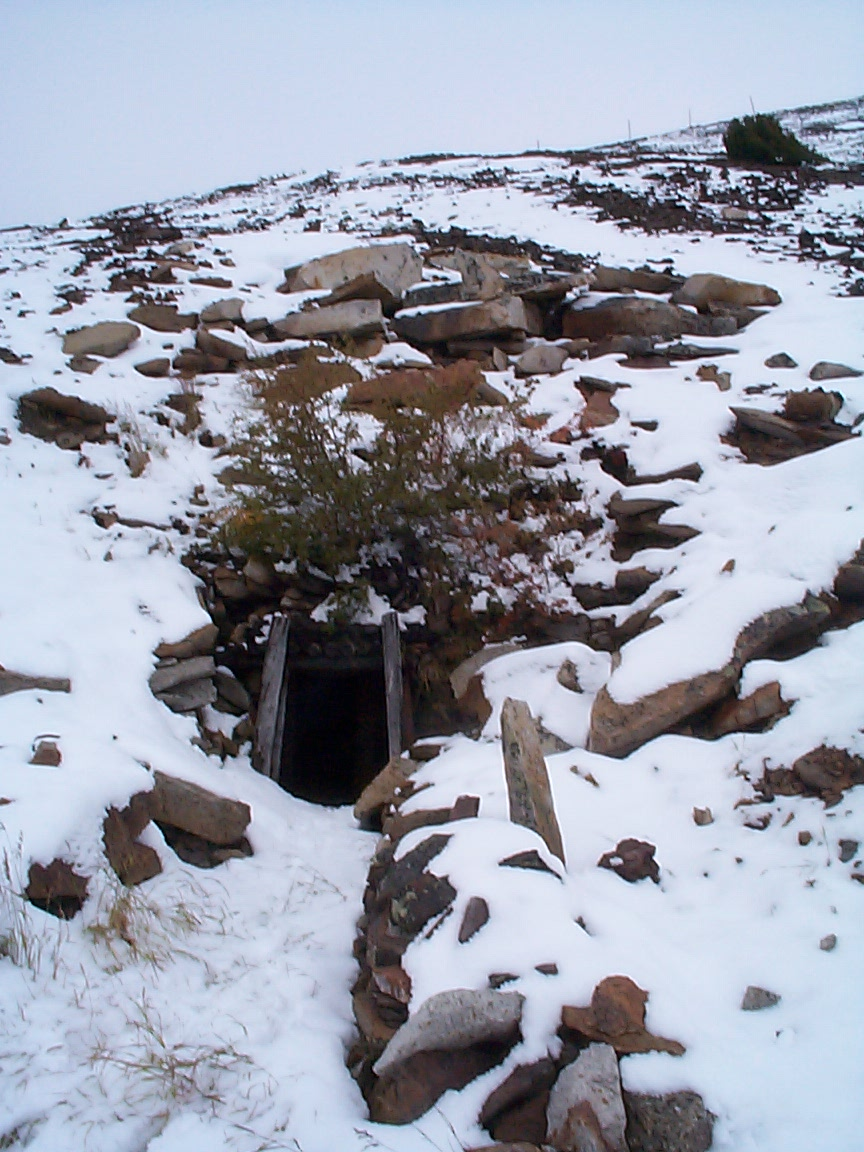
Toegang tot een van de mijngangenen

### Tinwinning
In 1936 werden tinafzettingen (cassiteriet) ontdekt bij Boetoegytsjag door een team onder leiding van geoloog Boris Flerov, voor wie uit dank in 2000 een gedenkteken werd opgericht op de plek op een hoogte van 1489,1 meter. Flerov vermoedde de aanwezigheid van ten minste 10.000 ton tin. Tegen het einde van het jaar 1937 werd begonnen met de bouw van de eerste hervormingswerkkampen rond de nieuwe mijn Gornjak, die onder leiding stonden van de Zuidelijke mijnbouwafdeling van de Dalstroj. Ook werd een tweesporige remhelling aangelegd op de berg Sopka. Een weg naar de vallei werd pas eind jaren 1930 aangelegd. In het begin waren er ongeveer 200 gevangen werkzaam, hetgeen volgens officiële cijfers opliep tot 1146 mensen in 1937. De winning ging echter moeizaam doordat de levering van goederen als voedsel en technische hulpmiddelen door het ontbreken van wegen zeer traag verliep. In 1938 besloot de Dalstroj dat ongeveer 57% van de jaarlijkse tinopbrengst hier gewonnen zou moeten worden. Dat werd dat jaar inderdaad gehaald. Tevens werd besloten tot de bouw van de ertsverwerkende fabriek 'Karmen', waarvoor het ontwerp in februari 1939 werd goedgekeurd. Gevangenen werden aan het werk gezet en in 1940 verwerkte deze fabriek bij Vakchanka (waarin met name vrouwen werkten) reeds 60.000 ton erts.
Gevangenen moesten het hele jaar doorwerken, waarbij de temperaturen in de winter soms daalden tot onder de –50 graden. Zij moesten werken onder erbarmelijke omstandigheden en met name politieke gevangenen hadden te lijden onder intimidatie door kampbewakers, pesterijen door criminele gevangenen en beperking van het toch al beperkte voedselrantsoen dat ze kregen. Zjigoelin beschrijft in zijn boek Zwarte Stenen dat de omstandigheden op de Sopka en in de mijn Gornjak het zwaarst waren. De plek van de mijn Gornjak werd door lokale Jakoeten ook wel Sjajtan ("satan") genoemd. Door het verscherpte regime dat in de tijd van de Grote Zuivering werd ingesteld, ontstond er verder een vacuüm van wetteloosheid, waarbinnen kampbewakers min of meer hun gang konden gaan met de gevangenen. In 1944 bleek uit onderzoek dat kampbaas Grigori Fetisov samen met zijn ondergeschikten voedsel en alcohol uit het kamp stal en dronken op het werk verscheen en seksuele relaties onderhield met vrouwelijke gevangenen. Hij werd hiervoor gearresteerd en overgedragen aan het gerecht. Ook werden onder het verscherpte regime de werktijden uitgebreid (Zjigoelin noemt 14 uur werken per dag), voedselrantsoenen verlaagd en werden verschillende verworven vrijheden van de gevangenen (zoals verlofdagen) weer ongedaan gemaakt. Deze zware omstandigheden leidden volgens ex-gevangen dichteres Jelena Vladimirovna tot grote uitputting onder de gevangenen en grote sterfte als gevolg van scheurbuik, dystrofie, dystrofisch hartfalen, dystrofische diarree en andere ziekten. Veel voorkomend waren ook seizoensziekten als bevriezing in de winter en oogziekten in de lente (soms leidend tot blindheid).
Na de oorlog raakten de tinertslagen steeds verder uitgeput. In 1950 werd nog slechts 18 ton gewonnen.

### Uraniumwinning
In 1944 werd in het kader van het Sovjetproject voor de ontwikkeling van een atoombom gezocht naar gebieden waar uranium kon worden gewonnen. Volgens sommige onderzoekers werd daarbij door de autoriteiten specifiek gezocht naar plekken waar cassiteriet was aangetroffen, omdat het daar vaak bleek voor te komen. Hierbij werd het oog onder andere gericht op deze plek. Al snel werden verschillende uraniummijnen gegraven in het dal (de tinmijnen lagen hoger op de berghellingen). Vanwege de grote haast bij het atoomproject werden meteen mensen en middelen beschikbaar gesteld voor de winning van uranium. Volgens Roj en Zjores Medvedev kwamen veel gevangenen uit de regio West-Oekraïne en de Baltische staten, waar tussen 1945 en 1947 een zuivering had plaatsgevonden onder de nationalisten.
De uranium uit Boetoegytsjag werd vanaf 1946 per vliegtuig naar het 'vasteland' gestuurd, maar omdat dit veel te duur was werd in februari 1948 de ertsverwerker Fabriek nr. 1 gebouwd in het dal bij het kamp Vakchanka, met een capaciteit van 100.000 ton uraniumerts. Deze fabriek vormde eerst onderdeel van de Berlag en vanaf 1950 van de Tenlag. Boetoegytsjag werd in verband met de uraniumwinning onderdeel gemaakt van codenaam 'postadres 14' van de Dalstroj (14e afdeling van de Goelag), die stond voor de winning en verrijking van uranium voor gebruik in Sovjetatoomwapens. Volgens de Sovjetpropaganda werd de uranium die hier gewonnen werd gebruikt in de eerste Sovjetatoombom, maar dit klopt niet; de productie daarvoor kwam pas op gang in 1949. Vanaf 1950 werden de mijnen van Boetoegytsjag, de uraniumverwerker, de mijnen van Nelkoba en de mijnen nabij de waterbron Ochotnik ondergebracht in kamp nr. 12. Het verwerkte erts werd in het diepste geheim vervoerd naar Magadan, daar overgeladen op een onderzeeër die het via de Tatarensont naar Vladivostok vervoerde, vanwaar het per vliegtuig naar een fabriek in de stad Elektrostal bij Moskou werd gebracht voor verdere uraniumverrijking.
Tegen het begin van de jaren 1950 nam het aantal gevangenen en vrijwilligers snel toe tot meerdere duizenden. In die tijd ontmoetten de veroordeelde dichter Anatoli Zjigoelin en de schrijvers Jakov Jakir en Note Lurje elkaar in het kamp Kotsoegan.
Volgens Zjigoelin en ex-gevangene Stefania Fjodorovna verbleven er in het kamp wel 50.000 mensen, waarvan volgens Zjigoelin ongeveer 25 tot 30.000 in het grootste kamp Tsentralnaja. Volgens historicus Joeri Gorlov kwamen de mensen 'in groepen van 1000' de vallei binnen. Gesproken werd wel van een 'mierenhoop van mensen'. Hun precieze aantal is echter niet bekend vanwege het feit dat er uranium werd gewonnen en gegevens over het kamp geheim waren. Ongeveer 80% van de werkzame personen in Boetoegytsjag bestond uit gevangenen. Volgens officiële opgave werkten er in 1950 (op 1 januari) 2243 mensen, hetgeen opliep tot 14.790 gevangenen in 1952. Daarna nam hun aantal weer af tot 6130 mensen in 1953 en 840 in 1954.
De gevangenen werd verteld dat ze 'speciale erts' moesten winnen, die in documenten werd aangeduid als 'lood'. Over de gevaren van de winning werd niets verteld. Enkel dat ze het water uit de rivier niet mochten drinken.
De uranium bleek na onderzoek in 1953 –het jaar van de dood van Stalin – echter van inferieure kwaliteit te zijn, daar elk brok erts slechts weinig uranium bevatte. Historicus Roj Medvedev beschreef dit later in een van zijn werken. Ook de tinwinning was niet rendabel. Daarop besloot de Dalstroj om de fabrieken te sluiten en de mijnbouwactiviteiten in het gebied af te bouwen. Op 31 januari 1955 besloot het hoofd van de Dalstroj Ivan Mitrakov om de kampen van Boetoegytsjag te sluiten. Eind mei 1955 was Boetoegytsjag gesloten.

### Na de sluiting
Na de sluiting van het kamp werd ter vervanging in de jaren 1960 een pluimveehouderij gebouwd. Maar omdat de kippen ook radioactief besmet raakten en massaal stierven, werd deze nog voor de voltooiing alweer gesloten. Na de sluiting van het kamp werden de inwoners van Beneden-Boetoegytsjag verplaatst naar Oest-Omtsjoeg.
In de jaren 1960 werd tevens opdracht gegeven om de overblijfselen van het kamp per bulldozer te verwoesten. De tijd deed de rest. Het dorp Beneden-Boetoegytsjag viel ten prooi aan plundering, waarbij de lokale bevolking bouwmaterialen meenam voor de eigen woningen in Oest-Omtsjoeg.
In 1988 werd de toegang naar het kamp door de autoriteiten van het district Tenkinski gemarkeerd met een verbodsbord, nadat een lokale journalist had gewaarschuwd voor de gevaren van radioactiviteit. In de jaren 1990 waren er plannen voor een herdenkingscentrum, maar in verband met de radiatie werd dit uiteindelijk afgeblazen. Begin jaren 1990 werd op initiatief van de lokale historica Irina Gribanova een museum geopend in Oest-Omtsjoeg. Zij vervaardigde ook een kaart van het kamp. In 2003 werd op initiatief van de voormalige kampgevangene Miron Etlis van Memorial door de Russisch-orthodoxe bisschop van Magadan een herdenkingskruis geplaatst bij een begraafplaats bij Boetoegytsjag.
Boetoegytsjag is nog altijd bovenmatig radioactief, vooral in en rond de ertsverwerkende fabriek. Metingen met de geigerteller geven aldaar metingen van ver boven de dosislimiet (tot 750 millisievert per uur). In Boetoegytsjag zijn nog veel restanten zichtbaar van toegangen tot mijngangen, ruïnes van barakken en de ertsverwerker, steenhopen, prospectiegleuven, smalspoorlijnen en een begraafplaats (bij Tsentralnaja), alsook resten van prikkeldraad en metalen gereedschappen.

## Medische experimenten?
Volgens hardnekkige geruchten zouden er medische experimenten zijn uitgevoerd op gevangenen om de blootstelling aan uranium te bestuderen. De lokale historicus Joeri Gorlov vond begin jaren 1990 verschillende doorgezaagde schedels. Naar eigen zeggen lagen er 'niet meer dan 1500' bij Boetoegytsjag. Ook zijn er gevangenen die melding maken van mensen in dokterskleding. Er zijn echter geen bewijzen dat er daadwerkelijk experimenten plaats hebben gevonden en het wordt dan ook wel gezien als een legende.

## Doden
Het aantal mensen dat omkwam in Boetoeytsjag is onbekend. In totaal zouden er volgens Zjigoelin 'minstens 300.000 doden' zijn gevallen (in andere bronnen noemt hij een getal van 380.000). Een ander onderzoek schat het totale aantal doden in Boetoegytsjag en de uraniummijnen van Severny (bij Pevek) op ten minste 40.000 tussen 1945 en 1956. Onderzoek is echter niet goed mogelijk door ontbrekende gegevens. De kampen waren berucht vanwege het feit dat gevangenen er zonder bescherming moesten werken in de uranium-, goud- en tinmijnen en in de bijbehorende ertsverwerkers. Met name de ertsverwerkende fabriek was zeer gevaarlijk. Gevangenen kregen de stralingsziekte door het inhaleren van uraniumstof die uit de breekinstallatie, persen en droogovens kwam en stierven soms al binnen twee maanden. Zjigoelin had dit eigenlijk in zijn boek willen beschrijven, maar de Sovjetcensuur schrapte alle verwijzingen naar uranium. Als doodsoorzaak werd meestal gegeven pellagra (hypovitaminose) of hartfalen.
Bij de kampen liggen ten minste vijf begraafplaatsen, waarvan de grootste (3500 vierkante meter) bij kamp Tsentralny ligt. Vanwege de permafrost werden de doden ondiep begraven (20 tot 30 cm diep), in houten kisten. Ter markering van de graven werden pinnen in de grond gestoken met daarop het deksel van een blikje met een gestempeld nummer ter aanduiding van het grafnummer, waarvan er tegen 2000 nog enkele honderden aanwezig waren. Volgens ex-gevangenen werden de doden echter ook wel in gebruikte mijngangen gedumpt, die vervolgens werden opgeblazen. Ook werden dode gevangenen soms domweg van een rots gegooid, waardoor er nog altijd menselijke resten boven de grond liggen.
Bij Beneden-Boetoegytsjag ligt een begraafplaats voor burgers, die hier begin jaren 1950 werden begraven.